# Селети
Селети́ (каз. Сілеті) — село у складі Іртиського району Павлодарської області Казахстану. Адміністративний центр Селетинського сільського округу.
Населення — 254 особи (2021; 360 у 2009, 771 у 1999, 1307 у 1989).
Національний склад станом на 1989 рік:
- казахи — 41 %;
- німці — 37 %.

До 2007 року село називалось також Сладководськ, станом на 1989 рік та до 1979 року — Сладководське.